# 青森明之星短期大学
青森明之星短期大学（日语：／ Aomori Akenohoshi Tanki Daigaku *），简称明之星短大（あけのほしたんだい）是一所位于日本青森县青森市的私立短期大学。

## 概要

### 简介
- 学校最早可以追溯到1937年[1]。短期大学为于1963年开办[1]、由学校法人明之星学园经营、来源于加拿大魁北克天主教会[1]。开始招収男学生从2007年[1]。

### 历史
- 1963年 青森明之星短期大学成立并同时设置英语科和音乐科[1]。
- 1965年 保育科成立。研究科成立含置英语专攻和音乐专攻[2][1]。
- 1967年 研究科变更为专科[2]。
- 1972年 英语科变更为英语学科、保育科变更为幼儿教育学科[1]。
- 1998年 专科保育专攻成立[1][2]。
- 2001年 英语学科变更为现代沟通学科[注 1]。
- 2003年 幼儿教育学科变更为儿童学科[1]。
- 2006年 现代沟通学科[注 1]和音乐科招生最后[3]。
- 2007年 儿童学科分离为儿童英语专攻和幼儿保育专攻、现代护理福利学科含成立护理福利专攻和音乐保健福利专攻[1]。
- 2008年 今年3月31日音乐科停办[3]、4月1日专科英语专攻和音乐专攻停办[2]。9月30日现代沟通学科[注 1]停办[3]。

### 宪章
- 请参看青森明之星短期大学的标志 （页面存档备份，存于） （日語） 2013年12月25日阅览。

## 学校环境
- 校区：在青森县青森市

## 历任校长
- 辻昭子：现在短期大学校长[1]

## 组织

### 学科
- 儿童学科[注 5]
  - 儿童英语专攻[注 6]
  - 幼儿保育专攻[注 6]
- 现代护理福利学科
  - 护理福利专攻[注 6]
  - 音乐保健福利专攻[注 6]

### 前学科
- 现代沟通学科[注 1][注 2]
- 音乐科[注 2][注 4]
- 儿童学科[注 5]

### 专科
| - 音乐专攻 - 英语专攻 - 保育专攻 |

### 业余课程
| - 没有 |

### 附属学校
| - 幼儿园 |

### 附属机关
| - 图书馆 - 附属音乐教育研究所 - 终身学习教育中心 - 教育辅导研究所 |

## 知名校友
- 本桥麻里:日本女子冰壶运动员

## 相关链接
- 日本短期大学列表
- 明之星女子短期大学：已停办